# Simone Tempestini
Simone Tempestini (n. 12 august 1994) este un automobilist de raliu român de origine italiană. A câștigat 9 ediții ale Campionatului Național de Raliuri precum și campionatul Mondial de raliuri la clasa Junior WRC.

## Scurtă biografie
Născut în Italia, Simone este fiul unui pilot profesionist de curse, Marco Tempestini, cu care a fost coleg de echipă la Napoca Rally Academy, tatăl participând în „echipa mare”, iar fiul la echipa de juniori. 
Competiția sa de debut a fost în 2009. Ulterior, atât tatăl cât și fiul s-au stabilit la Cluj în România, devenind „alergători” pentru echipa Napoca Rally Academy. Simone a câștigat Campionatul Național de Raliuri al României de nouă ori. Edițiile din 2015 a fost câștigată la bordul unui Ford Fiesta R5, în 2016 cu Ford Fiesta R5 si Citroën DS3 R3T Max, in 2018 cu Citroën DS3 R5 si Citroën C3 R5 și în 2019 cu Hyundai i20 R5
Simone Tempestini a câștigat în 2016 atât în categoria JWRC cât și în categoria WRC 3, ambele din Campionatul Mondial de Raliuri, conducând pentru aceeași echipă din Cluj-Napoca. Ca o parte a premiului său, Simone Tempestini a avut voie să participe la 2017 World Rally Championship-2, conducând de data asta un Citroen DS3 R5.
Locuind în România, fiind rezident român, dar nu (încă) cetățean român, Tempestini Jr, a declarat ca se simte 100 % român". Din acest motiv, al cetățeniei, participarea sa la competițiile WRC 3 pentru titlul pentru anul 2017 din WRC au fost făcute sub o licență italiană. Ulterior, acesta a dobândit cetățenia română.
Până în prezent , cea mai bună clasare în Campionatul Mondial de Raliuri a fost locul 8 la Raliul Turciei din 2018.

## Rezultate

### WRC-3
| An   | Competitor           | Automobil       | 1     | 2   | 3   | 4     | 5     | 6   | 7          | 8      | 9     | 10  | 11         | 12    | 13         | 14  | Pos. | Points |
| ---- | -------------------- | --------------- | ----- | --- | --- | ----- | ----- | --- | ---------- | ------ | ----- | --- | ---------- | ----- | ---------- | --- | ---- | ------ |
| 2014 | Simone Tempestini    | Citroën DS3 R3T | MON   | SWE | MEX | POR 6 | ARG   | ITA | POL Retras | FIN 6  | GER 5 | AUS | FRA Retras | ESP   | GBR Retras |     | 7th  | 26     |
| 2015 | Simone Tempestini    | Citroën DS3 R3T | MON 4 | SWE | MEX | ARG   | POR 7 | ITA | POL 1      | FIN 10 | GER   | AUS | FRA 1      | ESP 4 | GBR Retras |     | 3rd  | 81     |
| 2016 | Napoca Rally Academy | Citroën DS3 R3T | MON   | SWE | MEX | ARG   | POR 1 | ITA | POL 1      | FIN 2  | GER 1 | CHN | FRA 4      | ESP   | GBR 2      | AUS | 1st  | 123    |

### WRC-2
| An   | Competitor                | Automobil              | 1     | 2     | 3          | 4     | 5   | 6      | 7          | 8      | 9     | 10    | 11    | 12     | 13  | 14  | Poziție | Puncte |
| ---- | ------------------------- | ---------------------- | ----- | ----- | ---------- | ----- | --- | ------ | ---------- | ------ | ----- | ----- | ----- | ------ | --- | --- | ------- | ------ |
| 2015 | Napoca Rally Academy      | Subaru Impreza WRX STi | MON   | SWE 9 | MEX Retras | ARG 7 | POR | ITA 17 | POL        | FIN    | GER   | AUS   | FRA   | ESP    | GBR |     | 34th    | 8      |
| 2016 | Napoca Rally Academy      | Ford Fiesta R5         | MON 9 | SWE 9 | MEX        | ARG   | POR | ITA    | POL        | FIN    | GER   | CHN   | FRA   | ESP    | GBR | AUS | 38th    | 4      |
| 2017 | Gekon Racing              | Citroën DS3 R5         | MON   | SWE   | MEX        | FRA 4 | ARG | POR 3  | ITA        | POL 10 | FIN 5 | GER 6 | ESP 5 | GBR 20 | AUS |     | 7th     | 56     |
| 2018 | Simone Tempestini         | Ford Fiesta R5         | MON   | SWE   | MEX        | FRA   | ARG | POR 16 |            |        |       |       |       |        |     |     | NC      | 0      |
| 2018 | Citroën Total Rallye Team | Citroën C3 R5          |       |       |            |       |     |        | ITA Retras | FIN    | GER   | TUR   | GBR   | ESP    | AUS |     | NC      | 0      |